# 迈克·柏默
迈克·柏默（英語：Michael Palmer，1968年7月14日—）是新加坡政治家和律師。他是執政黨人民行動黨（PAP）的成員，他是新加坡國會議員、議長（2011年10月－2012年12月），他最後因外遇辭職。

## 争议

### 婚外情丑闻
2012年12月12日，邁克·柏默因涉及婚外情醜聞而辭去人民行動黨黨員和國會議員職位。邁克·柏默的婚外情丑闻因有匿名来源提供邁克·柏默与其情妇，Laura Ong（People's Association 职员，选区主任），的手机对话（包括电邮和短信）截图给新加坡报社，The New Paper，而曝光。而 People's Association 之后也证实 Laura Ong 辞去所在职位